# Ich-Du-Wir
Die Ich-Du-Wir-Methode ist ein didaktisches Konzept, das auf die Didaktiker Peter Gallin und Urs Ruf zurückgeht. 
Anstatt Lehrinhalte direkt zu präsentieren, werden Aufgaben, Probleme oder Rätsel so gestellt, dass in einer ersten Phase der Schüler selbst nach einer Antwort sucht.
Es folgen Phasen, in denen der Schüler sich mit seinem Banknachbarn und je nach Konzept in einer Vierergruppe abspricht. Erst in der letzten Phase geht es um eine Vereinbarung, wie "WIR" üblicherweise das Problem lösen.
Gallin und Ruf fassen dies in drei Kernsätzen zusammen:
- So mache ich das.
- Wie machst du es?
- Das machen wir ab!

Ich-Du-Wir ist ein Teilkonzept des Dialogischen Lernens.